# Epistemologia
Epistemologia (do grego ἐπιστήμη, transl. episteme: conhecimento certo, ciência; λόγος, transl.  logos: discurso, estudo), em sentido estrito, refere-se ao ramo da filosofia que se ocupa do conhecimento científico; é o estudo crítico dos princípios, das hipóteses e dos resultados das diversas ciências, com a finalidade de determinar seus fundamentos lógicos, seu valor e sua importância objetiva. Em uma acepção mais restrita, a epistemologia pode ser identificada com a filosofia da ciência.
O termo "epistemologia", cunhado pelo filósofo escocês James Frederick Ferrier (1808 – 1864), refere-se especificamente à parte da gnosiologia que estuda os requisitos e condições necessários à produção do conhecimento científico, incluindo os fundamentos, a validade, a  consistência lógica das teorias e os limites desse conhecimento. Mais recentemente, entretanto, o conceito passou a ser usado, em sentido amplo, como sinônimo de gnosiologia ou teoria do conhecimento - disciplina que se ocupa do estudo do conhecimento humano em geral.
A epistemologia relaciona-se também com a metafísica. Seu escopo compreende a questão da possibilidade do conhecimento - nomeadamente, se é possível ao ser humano retratar o conhecimento total e genuíno - dos seus limites (haveria realmente uma distinção entre o mundo cognoscível e o mundo incognoscível?) e de sua origem (por quais faculdades atingimos o conhecimento? Haverá conhecimento certo e errado em alguma concepção a priori?). De fato, existem limites epistemológicos, que se devem ao fato de a diversidade e a complexidade dos seres humanos e dos ambientes onde estes se desenvolvem tornarem virtualmente impossíveis os procedimentos de controle experimental.

## Conhecimento

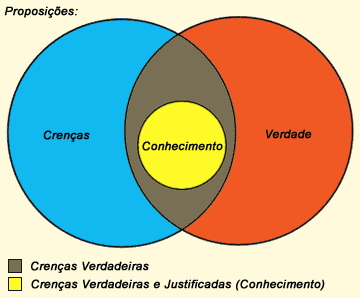
O conhecimento como um conjunto de crenças verdadeiras e justificadas

Em geral, a epistemologia também discute o conhecimento proposicional ou o "saber que". Esse tipo de conhecimento difere do "saber como" e do "conhecimento por familiaridade". Por exemplo: sabe-se que 2 + 2 = 4 e que Napoleão foi derrotado na batalha de Waterloo. Essas formas de conhecimento diferem de saber como andar de bicicleta ou como tocar piano, e também diferem de conhecer uma determinada pessoa ou estar "familiarizado" com ela. Alguns filósofos consideram que há uma diferença considerável e importante entre "saber que", "saber como" e "familiaridade" e que o principal interesse da filosofia recai sobre a primeira forma de saber.
Em seu ensaio Os Problemas da Filosofia, Bertrand Russell distingue o "conhecimento por descrição" (uma das formas de saber que) do "conhecimento por familiaridade". Segundo Russell, o conhecimento por familiaridade é uma espécie de relação de consciência direta entre o sujeito que conhece e o objeto conhecido. Isso quer dizer que o sujeito que conhece adquire esse conhecimento dos objetos sem a mediação de nenhum procedimento lógico e sem nenhum conhecimento da verdade. Gilbert Ryle dedica atenção especial à distinção entre "saber que" e "saber como" em  The concept of mind (O Conceito de Mente). Em Personal Knowledge, Michael Polanyi argumenta a favor da relevância epistemológica do saber-como e do saber-que. Usando o exemplo do equilíbrio envolvido no ato de andar de bicicleta, ele sugere que o conhecimento teórico da física para a manutenção do estado de equilíbrio não pode substituir o conhecimento prático sobre como andar de bicicleta. Para Polanyi, é importante saber como essas duas formas de conhecimento são estabelecidas e fundamentadas. Essa posição é a mesma de Ryle, que argumenta que, se não consideramos a diferença entre saber-que e saber-como, somos inevitavelmente conduzidos a um regresso ao infinito.
Mais recentemente, alguns epistemólogos (Ernest Sosa, John Greco, Jonathan Kvanvig, Linda Trinkaus Zagzebski) argumentaram que a epistemologia deveria avaliar as propriedades das pessoas (isto é, suas virtudes intelectuais) e não somente as propriedades das proposições ou das atitudes proposicionais da mente. Uma das razões é que as formas superiores de processamento cognitivo (como, por exemplo, o entendimento) envolveriam características que não podem ser avaliadas por uma abordagem do conhecimento que se restrinja apenas às questões clássicas da crença, verdade e justificação.

### Crença
No discurso comum, uma "declaração da verdade" é uma típica expressão de fé ou confiança em uma pessoa, num poder ou em outra entidade - o que inclui visões tradicionais. A epistemologia se preocupa com o que acreditamos; isso inclui a verdade e tudo que nós aceitamos para nós mesmos como verdade.

### Verdade
A verdade não é um pré-requisito para a crença. De outro modo, se algo é conhecido, categoricamente, não pode ser falso. Por exemplo: se uma pessoa acredita que a ponte é segura o suficiente para aguentar seu peso e tenta atravessá-la, mas a ponte se quebra devido ao peso, pode-se dizer que a pessoa acreditou que a ponte era segura, mas estava errada. Não seria correto afirmar que ele sabia que a ponte era segura, pois ela, claramente, não era. Em contraste, se a ponte aguentasse seu peso, ela diria que acreditou que a ponte era segura e, agora que cruzou a ponte e provou para si que a ponte é segura, ela sabe que é segura.

## Justificação
A  justificação se constitui das razões ou provas apresentadas em apoio à veracidade de uma crença ou de uma afirmação. É preciso, portanto,  compreender as razões de uma crença e se tais razões têm um fundamento lógico.